# Abietinaria derbeki
Abietinaria derbeki is een hydroïdpoliep uit de familie Sertulariidae. De poliep komt uit het geslacht Abietinaria. Abietinaria derbeki werd in 1913 voor het eerst wetenschappelijk beschreven door Kudelin. 